# 11063 Poynting
11063 Poynting (1991 VC6) là một tiểu hành tinh vành đai chính được phát hiện ngày 2 tháng 11 năm 1991 bởi E. W. Elst ở Đài thiên văn Nam Âu.
The asteroid owes its name to the English physicist John Henry Poynting.